# Gmina Lutomiersk
Die Gmina Lutomiersk ist eine Stadt-und-Land-Gemeinde im Powiat Pabianicki der Woiwodschaft Łódź in Polen mit etwa 8700 Einwohnern. Ihr Sitz ist die gleichnamige Stadt mit etwa 1570 Einwohnern.

## Geographie

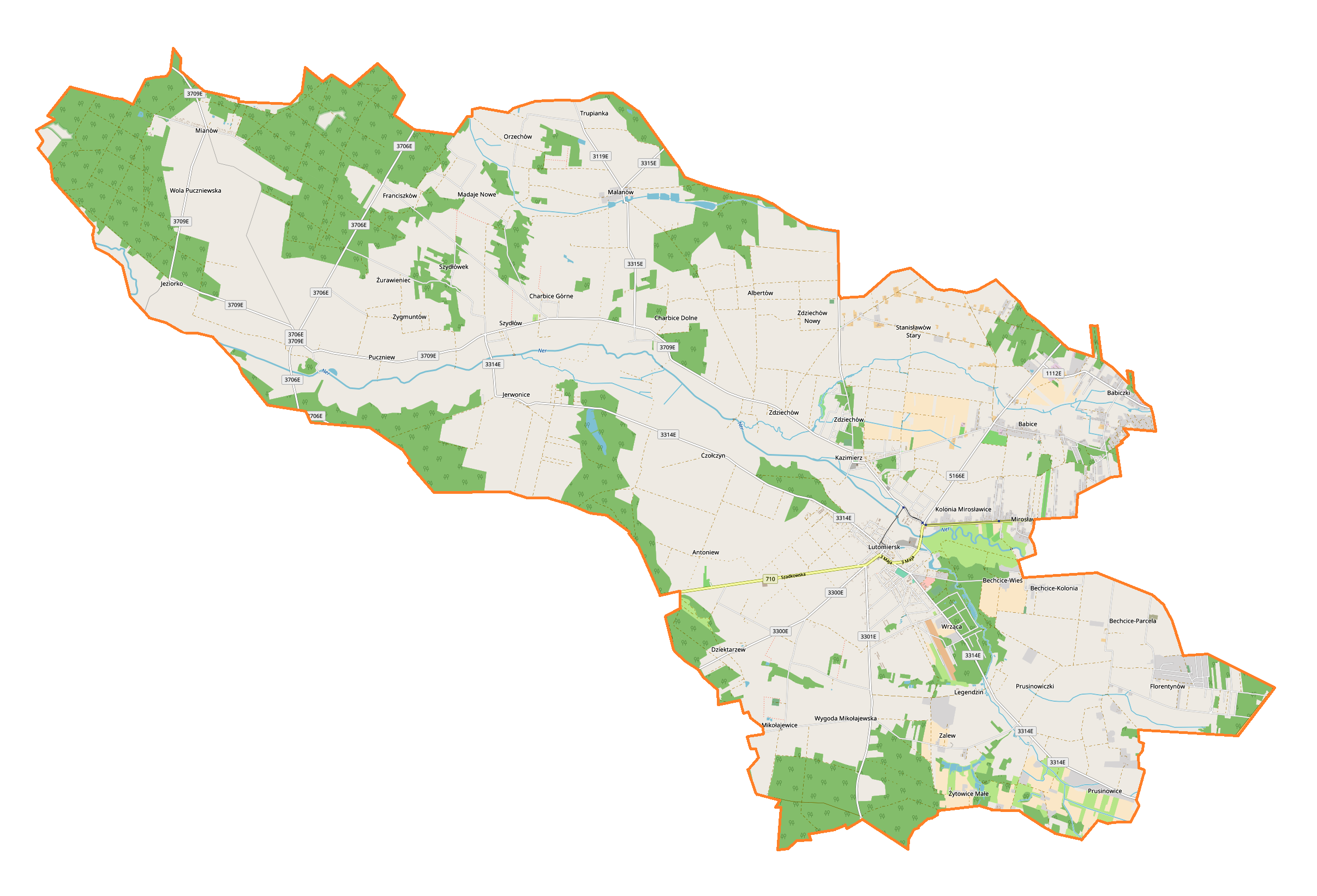
Karte der Gemeinde

Die Kreisstadt Pabianice (deutsch Pabianitz) liegt etwa zehn Kilometer südöstlich, Łódź etwa zwölf Kilometer östlich. Nachbargemeinden sind Poddębice im Nordwesten, Dalików und Aleksandrów Łódzki im Norden, Konstantynów Łódzki im Osten, Pabianice im Südosten, Łask im Süden, Wodzierady im Südwesten sowie Zadzim im Westen.
Die Gemeinde hat eine Flächenausdehnung von 133 km², 71 Prozent werden landwirtschaft- und 22 Prozent forstwirtschaftlich genutzt. Der Fluss Ner, ein Zufluss der Warthe, durchzieht die Gemeinde von Ost nach West.

## Geschichte

### Verwaltungsgeschichte
Unter russischer Verwaltung verlor Lutomiersk 1870 das seit 1274 bestehende Stadtrecht. – Die Landgemeinde im Powiat Łaski wurde 1954 in Gromadas aufgelöst und 1973 im Powiat Łódzki wieder gebildet. Dieser wurde 1975 aufgelöst und die Gemeinde kam von der Woiwodschaft Łódź (alten Zuschnitts) zur Woiwodschaft Sieradz. Seit Januar 1999 gehört die Gemeinde zur Woiwodschaft Łódź (neuen Zuschnitts) und zum Powiat Pabianicki. Zum 1. Januar 2022 erhielt Lutomiersk die Stadtrechte und die Gemeinde den Status einer Stadt-und-Land-Gemeinde.

### Besatzungszeit
Nach dem Überfall auf Polen kam die Region bis 1945 zum Landkreis Lask im Reichsgau Wartheland. Lutomiersk erhielt 1943 den Namen Nertal, Kazimierz wurde in Nerhausen und Puczniew in Putenau umbenannt.

## Gliederung
Zur Stadt-und-Land-Gemeinde Lutomierski gehören folgende 31 Orte mit einem Schulzenamt (sołectwo):
Lutomiersk
Albertów
Antoniew
Babice
Babiczki
Bechcice
Charbice Dolne
Charbice Górne
Czołczyn
Dziektarzew
Florentynów
Franciszków
Jerwonice
Kazimierz
Legendzin
Madaje (Nowe)
Malanów
Mianów
Mikołajewice
Mirosławice
Orzechów
Prusinowice
Puczniew
Stanisławów Stary
Szydłów
Szydłówek
Wola Puczniewska
Wrząca
Zalew
Zdziechów
Żurawieniec
Kleinere Orte der Gemeinde sind Bechcice-Kolonia, Bechcice-Parcela, Jeziorko, Prusinowiczki, Wygoda Mikołajewska, Zdziechów Nowy, Zygmuntów und der Weiler Zofiówka.

## Denkmalgeschützte Sehenswürdigkeiten

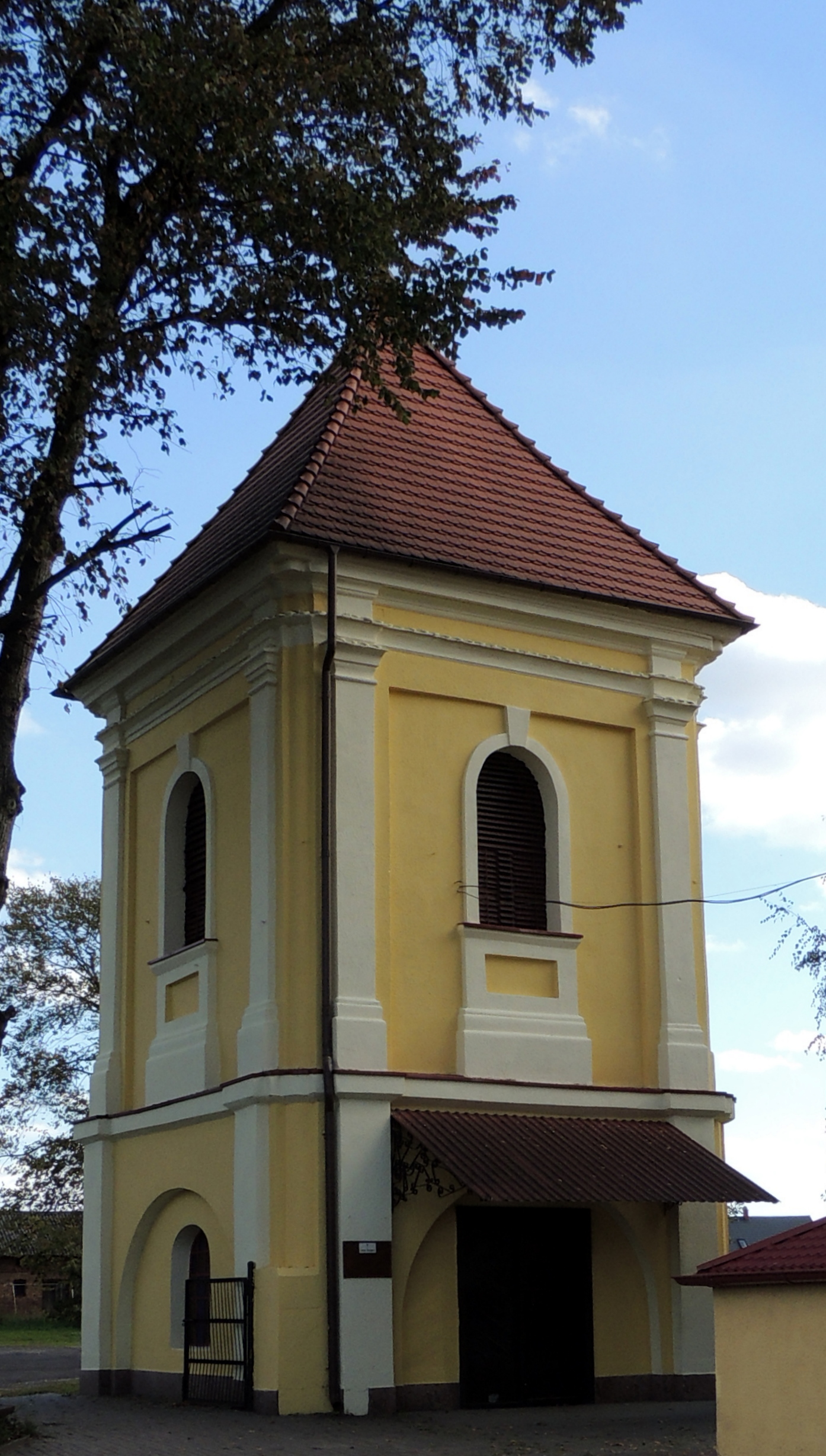
Glockenträger in Lutomiersk

In das nationale Denkmalregister der Woiwodschaft sind eingetragen:
- Die Pfarrkirche in Lutomiersk und ihr Glockenträger aus dem 18. Jahrhundert[8]
- Das Kloster und seine Kirche in Lutomiersk[9]
- Die Pfarrkirchen von Kazimierz und Mikołajewice[10]
- Der Park in Szydłów mit altem Baumbestand[11]

## Verkehr
Die Woiwodschaftsstraße DW710 führt durch den Südosten der Gemeinde von Łódź nach Błaszki. In Konstantynów Łódzki wird die Landesstraße DK71 erreicht. Die nächste Bahnhofstation ist Łódź-Lublinek, Fernbahnhöfe sind Pabianice und Łódź. Die Straßenbahnverbindung von Lutomiersk nach Łódź besteht nicht mehr.
Der nächste internationale Flughafen ist Łódź-Lublinek.